# Skihop under vinter-OL 2014
Skihop under vinter-OL 2014 blev afviklet på RusSki Gorki-anlægget i perioden 8. til 17. februar 2014. Nyt for dette år var, at der for kvinder blev afholdt en konkurrence på normal bakke. 

## Medaljevindere

### Mænd
| Disciplin                    | Guld                                                                 | Guld   | Sølv                                                                            | Sølv   | Bronze                                                     | Bronze |
| ---------------------------- | -------------------------------------------------------------------- | ------ | ------------------------------------------------------------------------------- | ------ | ---------------------------------------------------------- | ------ |
| Individuelt (Normal bakke)   | Kamil Stoch                                                          | 278,0  | Peter Prevc                                                                     | 265,3  | Anders Bardal                                              | 264,1  |
| Individuelt (Stor bakke)     | Kamil Stoch                                                          | 278,7  | Noriaki Kasai                                                                   | 277,4  | Peter Prevc                                                | 274,8  |
| Holdkonkurrence (Stor bakke) | Tyskland Andreas Wank Marinus Kraus Andreas Wellinger Severin Freund | 1041,1 | Østrig Michael Hayböck Thomas Morgenstern Thomas Diethart Gregor Schlierenzauer | 1038,4 | Japan Rehuri Shimizu Taku Takeuchi Daiki Ito Noriaki Kasai | 1024,9 |

### Kvinder
| Disciplin                  | Guld        | Guld  | Sølv                   | Sølv  | Bronze        | Bronze |
| -------------------------- | ----------- | ----- | ---------------------- | ----- | ------------- | ------ |
| Individuelt (Normal bakke) | Carina Vogt | 247,4 | Daniela Iraschko-Stolz | 246,2 | Coline Mattel | 245,2  |

## Medaljer
| Skihop under vinter-OL 2014 – Sotji | Skihop under vinter-OL 2014 – Sotji | Skihop under vinter-OL 2014 – Sotji | Skihop under vinter-OL 2014 – Sotji | Skihop under vinter-OL 2014 – Sotji | Skihop under vinter-OL 2014 – Sotji |
| ----------------------------------- | ----------------------------------- | ----------------------------------- | ----------------------------------- | ----------------------------------- | ----------------------------------- |
| Nr.                                 | Land                                | Guld                                | Sølv                                | Bronze                              | Totalt                              |
| 1.                                  | Polen                               | 2                                   | 0                                   | 0                                   | 2                                   |
| 1.                                  | Tyskland                            | 2                                   | 0                                   | 0                                   | 2                                   |
| 3.                                  | Østrig                              | 0                                   | 2                                   | 0                                   | 2                                   |
| 4.                                  | Japan                               | 0                                   | 1                                   | 1                                   | 2                                   |
| 4.                                  | Slovenien                           | 0                                   | 1                                   | 1                                   | 2                                   |
| 6.                                  | Frankrig                            | 0                                   | 0                                   | 1                                   | 1                                   |
| 6.                                  | Norge                               | 0                                   | 0                                   | 1                                   | 1                                   |
| Totalt                              | Totalt                              | 4                                   | 4                                   | 4                                   | 12                                  |